# Vinetastrasse
Vinetastrasse är en station på Berlins tunnelbana och ligger i stadsdelen Pankow, några kilometer norr om centrum. Stationen öppnade 1930 och var slutstation på linje 2 ända fram till år 2000 då den nya slutstationen Pankow invigdes. 

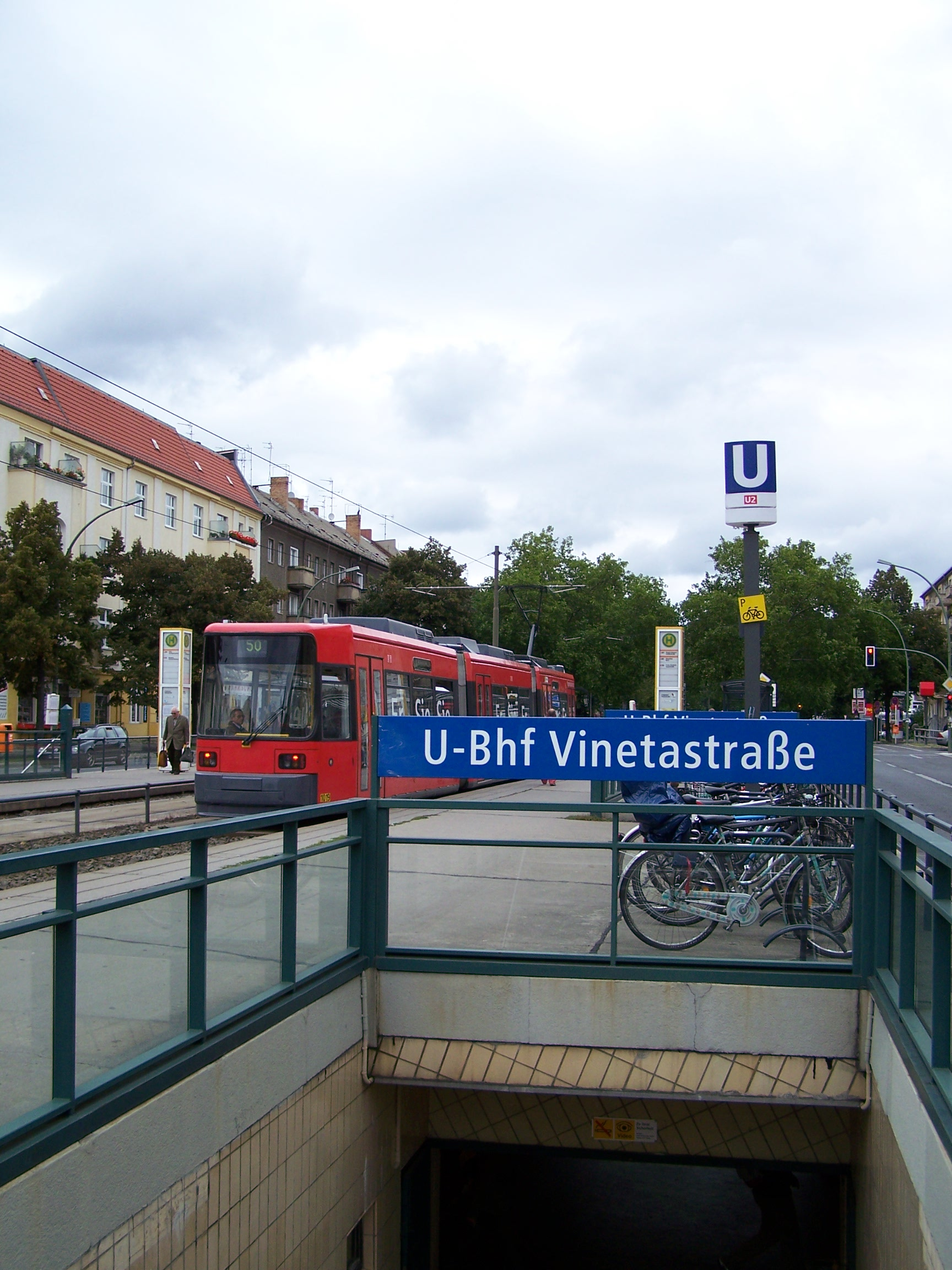
Entré
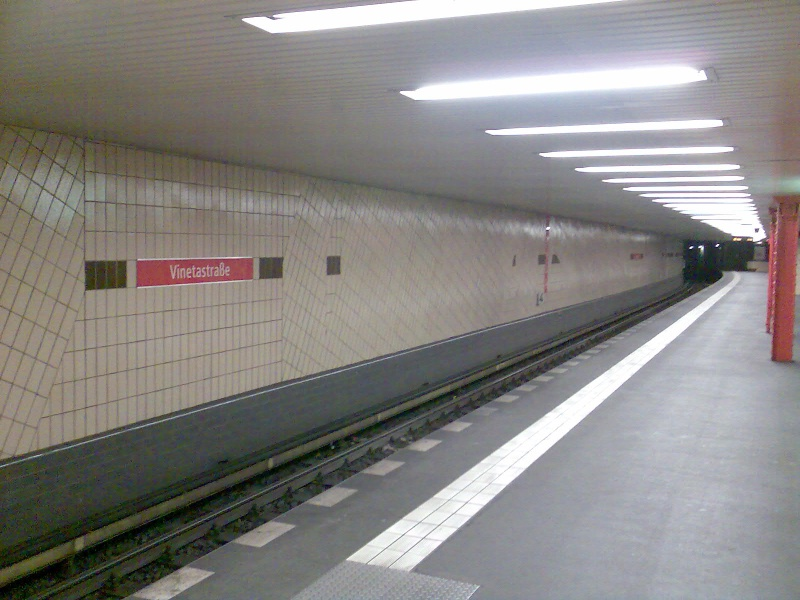
Perrong
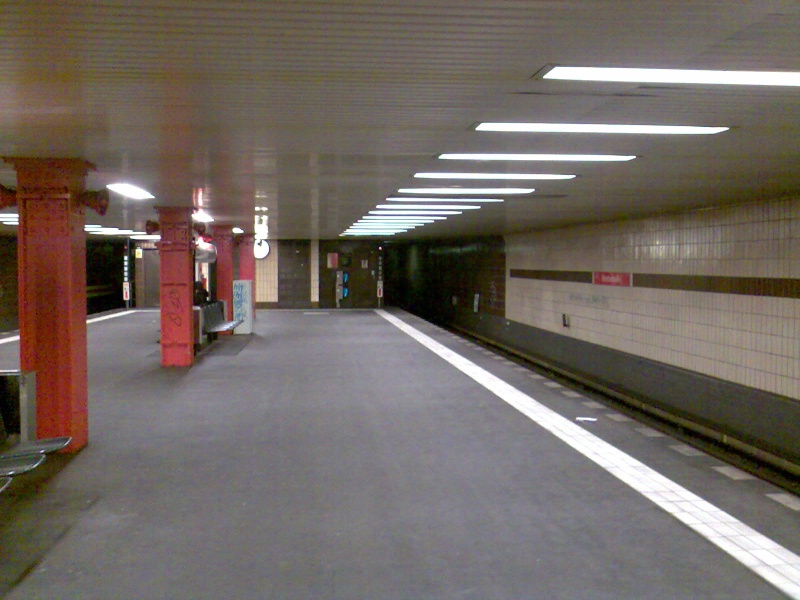